# Francisco Fernández Carvajal
Francisco Fernández Carvajal (ur. 24 stycznia 1938 w Albolote w prowincji Grenada) – hiszpański duchowny rzymskokatolicki, autor licznych książek religijnych z dziedziny duchowości. W krajach języka angielskiego znany również jako Francis Fernandez.

## Życiorys
Ukończył studia historyczne (licencjat) na Uniwersytecie Nawarry. Doktorat z prawa kanonicznego uzyskał na Uniwersytecie im. św. Tomasza w Rzymie. Po otrzymaniu święceń kapłańskich w 1964 w Madrycie jako duchowny prałatury personalnej Opus Dei, czynny przede wszystkim w duszpasterstwie akademickim w Barcelonie, gdzie był wicerektorem świątyni Nuestra Senora de Montalegra oraz w Madrycie; ostatnio oprócz innych zajęć pastoralnych, jest kapelanem i profesorem Escuela Profesional Fuellana. Przez 10 lat był wydawcą magazynu „Palabra”. Swoje książki publikuje w wydawnictwie Ediciones Palabra. Mieszka i pracuje w Madrycie.

## Twórczość
Najbardziej popularnym dziełem jest Hablar con Dios (jęz. hiszp.) - „Rozmowy z Bogiem”, zawierająca ponad pięćset siedemdziesiąt rozważań na każdy dzień roku, osiągające ponad 2 miliony nakładu i przetłumaczone na wiele języków.

## Publikacje

### Wydane w Polsce
- Rozmowy z Bogiem, tłum. Jan Jarco, t. 1-7, Ząbki, Apostolicum, 1997-1999; wyd. 2 popr. i uzup., od 2007, ISBN 978-83-7031-570-2 (t. 1-7)
- Rozważania wielkopostne, Ząbki, Apostolicum, 2000, s. 232, ISBN 83-7031-221-7;
- Czego pragniesz Ty, Jezu. 40 rozważań o Męce Pańskiej, Kraków, Wydaw. AA, 2007, ISBN 978-83-89368-79
- Zostań ze mną Panie, Kraków, Wyd. AA, 2005, ISBN 83-89368-00-5
- Jak dobrze skorzystać z kierownictwa duchowego, Kraków, Wyd. AA, 2006, ISBN 83-89368-47-1
- Lenistwo duchowe. Smutek uśpionej duszy, Wydawnictwo AA, 2012
- Życie Jezusa według Ewangelii, Kraków, Wyd. M
- Dotrzeć do portu - znaczenie kierownictwa duchowego, Ząbki, Apostolicum, 2013, ISBN 978-83-7031-851-2;

### Pozostałe
- Antología de textos. Para hacer oración y para la predicación, 15 ed. actual. y rev., 2005, ISBN 84-8239-791-5
- El día que cambié mi vida, 4 ed., 2005, ISBN 84-8239-768-0
- Hijos de Dios. La Filiación divina que vivió y predicó San Josemaría Escrivá, 6. ed., 2003, ISBN 84-8239-804-0 (en colab. con Pedro Beteta López)
- El Evangelio de San Mateo
- El Evangelio de San Lucas
- Índice ascético del Catecismo de la Iglesia Católica, 1993